# Ramón de Soto Arándiga
Ramón de Soto Arándiga (València, 1942 - Alfàs del Pi, la Marina Baixa, 18 d'octubre de 2014) fou un escultor valencià, catedràtic de la Universitat Politècnica de València (UPV) i vicepresident del Consell Valencià de Cultura.

## Biografia
Ramón de Soto inicià els estudis artístics a l'Escola d'Arts i Oficis de València sota la direcció d'Hervás, Benjamín Suria i treballà al taller de l'escultor Francisco Hernándis. Posteriorment estudià escultura a l'Escola Superior de Belles Arts de Sant Carles de València, on va conèixer la contemporaneïtat de la mà del pare Alfons Roig, i a l'Escola Superior de Belles Arts de San Fernando de Madrid.
En l'any 1963, creà en la galeria Nebli de Madrid, junt a Ignacio Gómez de Liaño i Juan José Gómez Molina, el grup Integración de las Artes i desenvolupà les seues primeres experiències en l'art constructivista, en el pop-art i en el cinètic. Així mateix, va estudiar la poesia concreta, poc després forma part de l'associació Arte Actual.
En l'any 1968, formà part del grup Antes del arte, conjuntament amb Eusebio Sempere, Francisco Nebot, José Mª Yturralde, Jorge Teixidor i Joaquín Michavila, així com el compositor Tomás Marco, grup afavorit pel teòric de l'art Vicente Aguilera Cerní. Va exercir com a professor en l'Escola Superior d'Arquitectura de València i, posteriorment, en l'Escola Superior d'Arquitectura de Madrid, en la qual va treballar en col·laboració amb l'arquitecte Antonio Fernández Alba.
El 1973, al costat d'altres artistes valencians, va fundar el grup Bulto. El seu treball com a escultor se centra en el modelatge i en l'elaboració d'una obra amb referències pròximes a l'abstracció i al constructivisme, caracteritzada pel seu compromís polític i social, que el va dur el 1975 a l'exili a Itàlia, on entrà en contacte amb el crític Rafaelle Degrada, i va iniciar un període d'investigació sobre les concepcions del món grecoromà, judeocristià i la filosofia Zen i, posteriorment, explorà els conceptes de caos, d'ordre i del misteri (Dionís-Apol·lo-Hermes).
Paral·lelament a la seua trajectòria artística, va exercir la docència com a professor universitari en la Facultat de Belles Arts de València, de la qual va ser nomenat vicedegà, i va crear el Departament d'Escultura, que va dirigir com a catedràtic d'aquesta disciplina. També fou degà de la Facultat de Belles Arts d'Altea (de la Universitat Miguel Hernàndez) i va presidir el Cercle de Belles Arts de València. Abans de morir era vicepresident del Consell Valencià de Cultura i tenia la Distinció de la Generalitat Valenciana al mèrit cultural.
Va impartir cursos, seminaris i tallers en diferents universitats espanyoles i estrangeres, com en la Facultat d'Arts Plàstiques a l'Havana (Cuba), en la Universitat Musashino Art, Tòquio, SagaZaga Art College, Kyoto i Toyama (Japó).

## Obra
Destaquen algunes de les seues obres, com el monuments a les víctimes de la riuada de 1957 a València, l'Arbre de la Pau a Tàrrega (Urgell), l'Antena de Picanya (Horta Sud), el Monument a Maravall a Alzira (Ribera Alta) o l'escultura A la mar Mediterrània fecunda en el Parc de l'Hospital de València. També es poden trobar obres de Ramón de Soto al Museu de Belles Arts de València Sant Pius V, al Museu d'Art Contemporani d'Eivissa, al Museu d'Art Contemporani de Vilafamés (Plana Alta) i diverses escultures a l'aire lliure al Castell de Bunyol (Foia de Bunyol).